# Список підрозділів окружного секретаріату Західної провінції
Підрозділи окружного секретаріату Західної провінції Шрі-Ланки

## Округ Коломбо
- Коломбо (підрозділ окружного секретаріату)
- Дехівала (підрозділ окружного секретаріату)
- Хомагама (підрозділ окружного секретаріату)
- Кадувела (підрозділ окружного секретаріату)
- Кесбева (підрозділ окружного секретаріату)
- Колоннава (підрозділ окружного секретаріату)
- Котте (підрозділ окружного секретаріату)
- Махарагама (підрозділ окружного секретаріату)
- Моратува (підрозділ окружного секретаріату)
- Падукка (підрозділ окружного секретаріату)
- Ратмалана (підрозділ окружного секретаріату)
- Сітавака (підрозділ окружного секретаріату)
- Тімбірігас'яя (підрозділ окружного секретаріату)

## Округ Гампаха
- Аттанагалла (підрозділ окружного секретаріату)
- Біягама (підрозділ окружного секретаріату)
- Домпе (підрозділ окружного секретаріату)
- Дівулапітія (підрозділ окружного секретаріату)
- Гампаха (підрозділ окружного секретаріату)
- Джа-Ела (підрозділ окружного секретаріату)
- Катана (підрозділ окружного секретаріату)
- Келанія (підрозділ окружного секретаріату)
- Махара (підрозділ окружного секретаріату)
- Мінувангода (підрозділ окружного секретаріату)
- Мірігама (підрозділ окружного секретаріату)
- Негомбо (підрозділ окружного секретаріату)
- Ваттала (підрозділ окружного секретаріату)

## Округ Калутара
- Агалаватта (підрозділ окружного секретаріату)
- Бандарагама (підрозділ окружного секретаріату)
- Берувала (підрозділ окружного секретаріату)
- Булатсінхала (підрозділ окружного секретаріату)
- Додангода (підрозділ окружного секретаріату)
- Хорана (підрозділ окружного секретаріату)
- Інгірія (підрозділ окружного секретаріату)
- Калутара (підрозділ окружного секретаріату)
- Мадуравела (підрозділ окружного секретаріату)
- Матугама (підрозділ окружного секретаріату)
- Мілланія (підрозділ окружного секретаріату)
- Палінданувара (підрозділ окружного секретаріату)
- Панадура (підрозділ окружного секретаріату)
- Валаллавіта (підрозділ окружного секретаріату)